# Snakes on a Train
Pour plus de détails, voir Fiche technique et Distribution.
Snakes on a Train (littéralement traduit par Des serpents dans le train) est un film américain réalisé par Peter Mervis, sorti en 2006. Le film est un mockbuster du film Des serpents dans l'avion de David Richard Ellis.

## Synopsis
Une femme est victime d'une malédiction maya, qui entraîne l'éclosion d’œufs de serpents dans son ventre. Ces animaux s'échappent. Pour les retrouver, elle rejoint un chaman maya à Los Angeles pour annuler la malédiction. Elle récupère les serpents et les transporte avec elle dans un vase, à bord d'un train. Des bandits attaquent celui-ci, laissant les serpents s'échapper, et mettant en danger les autres passagers.
Elle finit par se transformer en serpent géant, et avale le train. Six passagers réussissent à s'échapper, et l'un d'entre eux réalise un rituel magique la faisant disparaître. Cependant, l'une des survivantes a été mordue, laissant suggérer que la malédiction va persister par elle.

## Fiche technique
- Titre : Snakes on a Train
- Réalisation : Peter Mervis
- Scénario : Eric Forsberg
- Production : David Michael Latt, David Rimawi, Sherri Strain et Rick Walker
- Société de production : The Asylum et The Global Asylum
- Musique : Mel Lewis
- Photographie : Mark Atkins
- Montage : Peter Mervis
- Décors : Derek Osedach
- Costumes : Stacy Ellen Rich
- Pays d'origine : États-Unis
- Format : Couleurs - 1,85:1 - Dolby Digital - 35 mm
- Genre : Action, horreur, thriller
- Durée : 91 minutes
- Date de sortie : 15 août 2006 (États-Unis)

## Distribution
- A.J. Castro : Brujo
- Julia Ruiz : Alma
- Amelia Jackson-Gray : Crystal
- Shannon Gayle : Summer
- Giovanni Bejarano : Miguel
- Isaac Wade : Martin
- Stephen A.F. Day : le conducteur
- Carolyn Meyer : Klara
- Lola Forsberg (en) : Lani
- Madeleine Falkskog : Nancy
- Derek Osedach : Mitch
- Jay Costelo : Juan
- Jason S. Gray : Chico
- Sean Durrie : Dickie
- Nick Slatkin : Raz

## Production

### Lieux de tournage
Le film a été tourné en Californie : à Lancaster et à Santa Clarita.

## Bande originale
- Bloody Bill par SKAG.
- Manure Spreader par Jazz Farm.
- Snakes in Hawaii par Army Navy.